# Embong
Embong is een bestuurslaag in het regentschap Lebong van de provincie Bengkulu, Indonesië. Embong telt 449 inwoners (volkstelling 2010).